# Bassania
Bassania war eine Stadt der Illyrer beim Dorf Bushat nahe Shkodra im heutigen Albanien. Nach Livius lag sie fünf römische Meilen von Lissus, dem heutigen Lezha, entfernt.
Im Jahre 168 v. Chr. wurde Bassania von König Genthios belagert. Die Stadt wurde im ersten Jahrhundert n. Chr. von den Römern zerstört.
2018 wurden Reste der Stadt von polnischen Archäologen unter Leitung von Piotr Dycze wiederentdeckt.